# Neocaridina davidi
Neocaridina davidi (Bouvier, 1904) (ex Neocaridina heteropoda o Neocaridina denticulata sinensis var.Red) è un gamberetto d'acqua dolce, appartenente alla famiglia Atyidae, conosciuto comunemente come Neocaridine.

## Descrizione
La colorazione originaria della N. davidi è prevalentemente dei toni del grigio o trasparente con sfumature verdi e non presenta nessun tipo di colorazione.
La colorazione rossa è una caratteristica delle varietà ottenute da selezioni in allevamento, dipende da parecchi fattori quali l'umore, i valori dell'acqua, l'alimentazione e il bagaglio genetico.
Da giovane, la colorazione di questo gamberetto, può non essere particolarmente evidente o troppo pallida, assomiglia sostanzialmente alla forma selvatica originaria della davidi.
Soltanto con la crescita e in condizioni ottimali di allevamento risulterà più evidente il bel rosso del carapace, più accentuato in esemplari femminili.
Per tale caratteristica, non è strano riscontrare varie tonalità di colore in gamberi provenienti da stessi genitori (dal pallido, al rosso vivo, dal brunastro, al rigato).
La lunghezza della N. davidi Red Cherry varia dai 2.5 ai 3.5 cm.
Le neocaridine essendo artropodi vanno incontro a una muta che ne permette la crescita, muta che avviene generalmente 8-9 volte nella vita, questa è favorita da un cambio dell'acqua con acqua leggermente più fredda.
Il ciclo vitale varia dai 18 ai 24 mesi.

## Biologia
In natura le neocaridine vivono in gruppi numerosi e di giorno tendono a nascondersi nei folti cespugli di piante, sotto le radici o in strette fessure degli argini per proteggersi in quanto facile preda per qualsiasi pesce o crostaceo.
Assolutamente tranquille in acquario, tendono a nascondersi in caso di pericolo, per vederle più facilmente è consigliabile inserire molto muschio, piante galleggianti e un fondo scuro, non di rado salgono in superficie appese alle piante.

### Alimentazione
Le neocaridine sono buone mangiatrici di alghe ma non disdegnano carcasse, inoltre si nutrono del mangime preconfezionato specifico per Caridine e Neocaridine, verdure e Comune cibo per pesci ornamentali.

### Riproduzione
La Red Cherry è una delle specie più facili da riprodurre.
Si riproducono all'età circa di tre mesi ossia quando raggiungono la taglia di circa 2 cm.
I maschi sono generalmente più sbiaditi, piccoli e snelli rispetto alle femmine, le quali sono di dimensioni più grosse e colori più accesi. Le femmine presentano una sacca ovarica color giallo dietro la testa; le uova sono circa 50 e di colore giallo.
Dopo la fecondazione, le femmine, spostano le uova sotto i pleopodi e dopo una ventina di giorni (il tempo dipende soprattutto dalla temperatura e dai valori dell'acqua) le uova si schiuderanno.
Le larve non presentano fasi planctoniche ma continuano a vivere sul fondale già da subito dopo la nascita.
La colorazione delle larve non sarà subito uguale a quella dei genitori ma comparirà solo con la crescita.

## Distribuzione e habitat
Nella forma originaria, la Neocaridina davidi, è diffusa nel Sud-est asiatico, in Taiwan, nella Cina meridionale, in Vietnam e in Korea, in tempi recenti la N. davidi è stata introdotta anche nell'arcipelago Hawaiiano. La varietà Red, selezionata nell'isola di Taiwan, deriva dalla sottospecie sinensis.

## Tassonomia
Della Neocaridina davidi (ex heteropoda) esistono moltissime varietà selezionate negli anni e prendono il nome dal colore (Red cherry, Red Sakura, Yellow, Chocolate, Blu dream, Blu topaz, Black rose,..) oltre alle varianti “rili” caratterizzate da una mancanza di colore nella parte centrale.

## Acquariofilia
Le Red Cherry sono i gamberetti più facili da allevare e riprodurre: riescono a vivere in acque dai valori più diversi e in diverse condizioni ambientali essendo particolarmente resistenti e soprattutto perdonano eventuali errori di gestione della vasca.
L'acquario deve avere una capacità minima di 30-40 litri per piccoli gruppi, con allestimenti classici e con acqua a durezza variabile e prevalentemente neutra o leggermente alcalina. Se la riproduzione viene portata a buon fine la capienza dell'acquario deve aumentare in modo considerevole, visto il numero di nuovi gamberetti che possono nascere da un'unica covata.
Temperature ideali di allevamento: 20 ~ 25 °C
Valori dell'acqua: GH: 8 ~ 15 PH: 6.5 ~ 7.5 KH: 6 ~ 10
Le larve e i piccoli di neocaridina sono facile preda per molti dei pesci presenti in acquario. Se l'acquario è allestito per la riproduzione, va evitata la presenza dei pesci.
La convivenza delle neocaridine e i pesci è possibile per alcuni abbinamenti anche se le riproduzioni non saranno molto elevate. I pesci abbinabili con le neocaridine possone essere: Boraras maculatus (o affini), Poecilia wingei (Endler), Poecilia reticulata (Guppy), Otocinclus, Corydoras pygmaeus.
Anche le lumache possone essere liberamente inserite in acquari con neocaridine, si possono inserire numerose varietà di gasteropodi quali: Neritina, Planorbis, Physa, Melanoides eccetera.
Le neocaridine non vanno allevate in acquari con Ciclidi, Caracidi e Scalari.

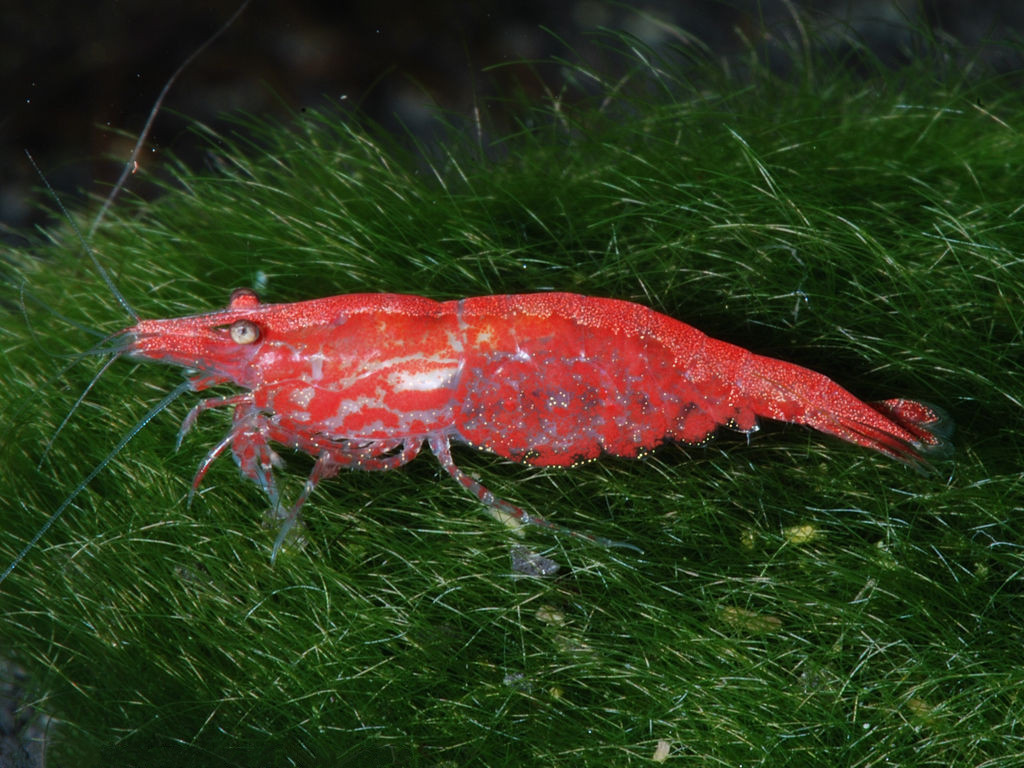
Neocaridina davidi var. red (Fire Red)
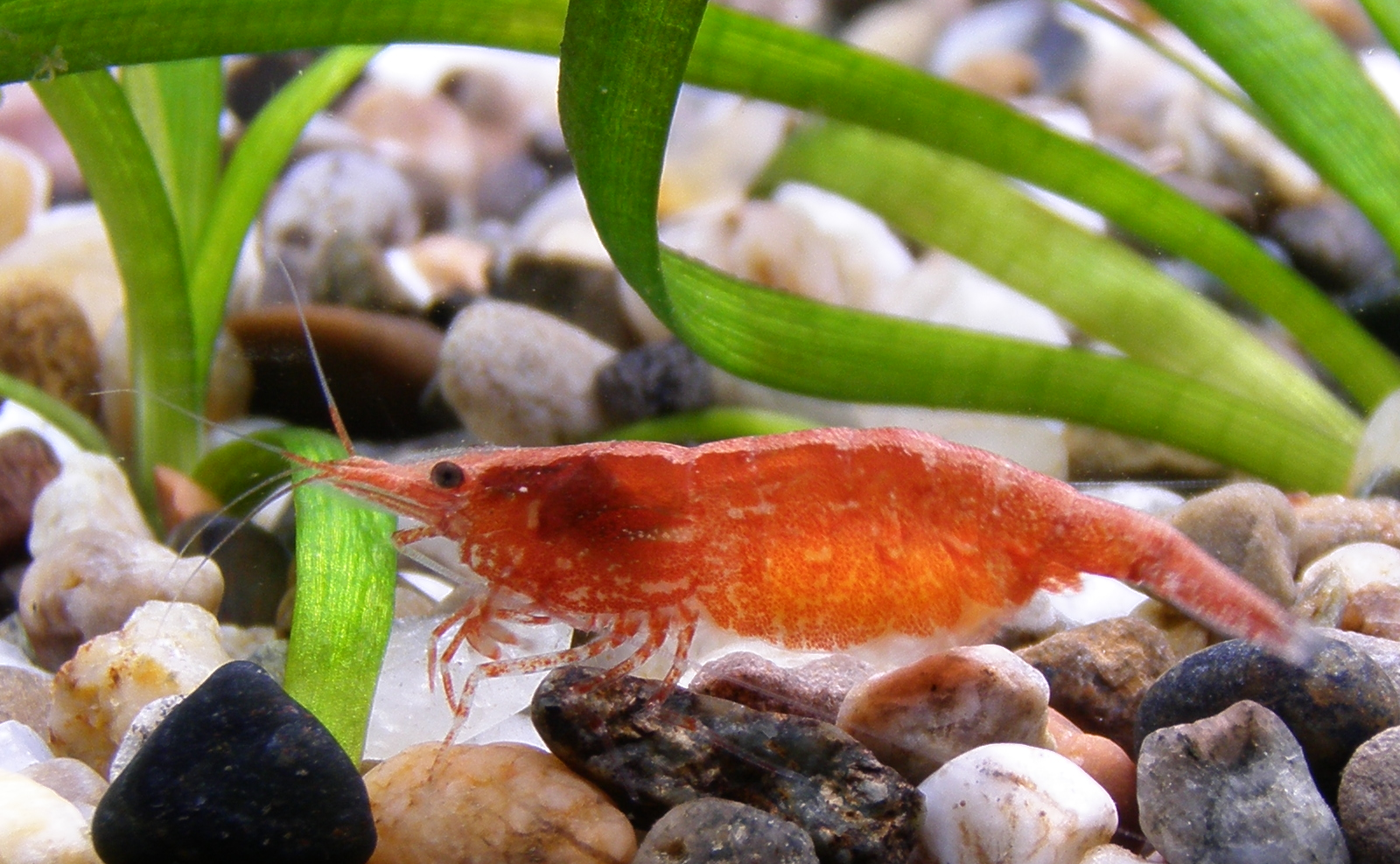
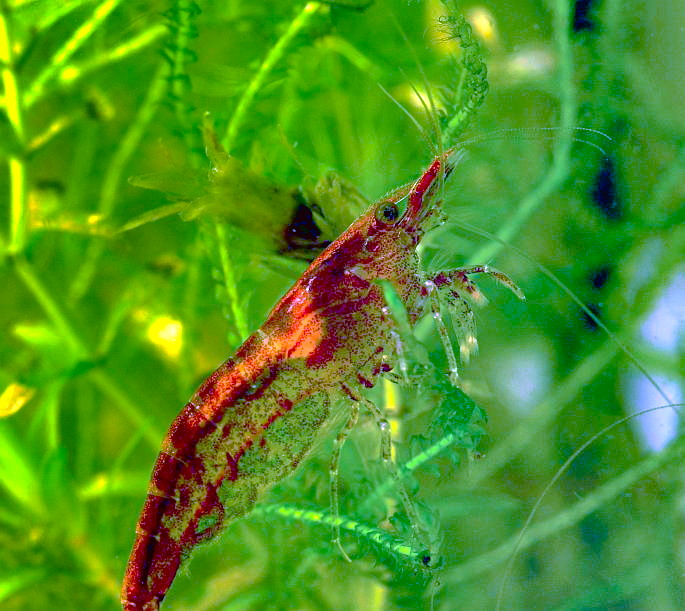
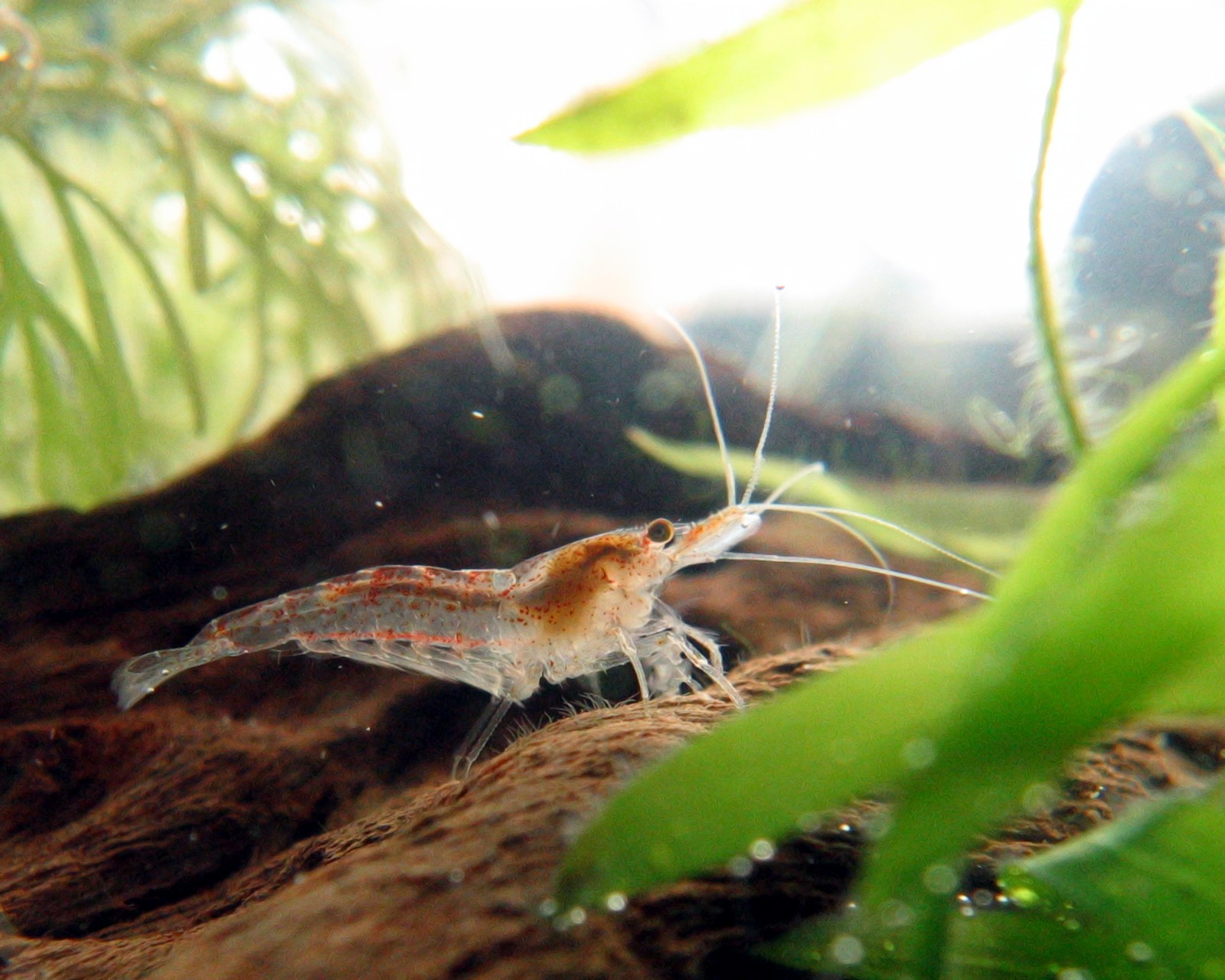